# Karel Waternaux
Karel Waternaux (Schaarbeek, 21 november 1887 – Bonheiden, 2 februari 1962) was een Vlaams Groot-Nederlander en onder andere vertegenwoordiger van het Vlaamsch Nationaal Verbond (VNV) in Nederland.
Waternaux was voor de Eerste Wereldoorlog actief als lid van de Groeningerwacht waar hij contact had met August Borms. Tijdens de Eerste Wereldoorlog was hij lid van de Raad van Vlaanderen. Vanwege dit lidmaatschap vluchtte hij in 1918 naar Nederland. Daar vond hij werk in Rotterdam bij Wilton-Fijenoord. Eenmaal in Nederland bleef hij zich inzetten voor de Groot-Nederlandse zaak. Zo onderhield hij contacten met Zwart Front en trad hij op als vertegenwoordiger (later: Gouwleider) van het VNV in Nederland. In 1936 richtte hij de relatief succesvolle Stichting Noord-Nederland-Vlaanderen op. Op het hoogtepunt kende de Stichting ongeveer 1000 leden. Tijdens de Duitse bezetting dacht Waternaux de kans schoon te zien en richtte hij de Groot-Nederlandse Actie op. Met deze brede organisatie hoopte hij hereniging van de Nederlanden te bespoedigen.
In 1941 werden alle Groot-Nederlandse activiteiten door de Duitse bezetter verboden. Waternaux bleef echter voor het VNV werken. Na in 1944 eerst naar Duitsland te zijn gevlucht, kwam hij in mei 1945 weer aan in België, waar hij werd gearresteerd. Vanwege zijn werk voor het VNV werd hij tot 15 jaar cel veroordeeld, maar in december 1950 kwam hij alweer vrij.
Na zijn vrijlating richtte hij in Antwerpen een accountantskantoor op. Waternaux bleef actief in enkele organisaties die de banden tussen de Lage Landen en Zuid-Afrika wilde aanhalen.